# ویراگ بالا
ویراگ بالا (مجاری: Virág Balla؛ زادهٔ ۲۶ ژوئن ۱۹۹۴) قایقران کانو زن اهل مجارستان است.
وی در مسابقات کشوری و بین‌المللی در مجموع برندهٔ ۴ مدال طلا، ۶ مدال نقره، ۴ مدال برنز شده‌است.